# Neosesarma
Neosesarma is een geslacht van kreeftachtigen uit de klasse van de Malacostraca (hogere kreeftachtigen).

## Soorten
- Neosesarma gemmiferum (Tweedie, 1936)
- Neosesarma rectipectinatum (Tweedie, 1950)